# Nagagami Lake
Der Nagagami Lake ist ein See im Algoma District in der kanadischen Provinz Ontario.

## Lage
Der auf 296 m gelegene See befindet sich im Bereich des Kanadischen Schilds. Er hat eine Länge von 13,5 km und eine Fläche von 53,6 km². Die maximale Tiefe von etwa 20 m erreicht der See im nordwestlichen Seeteil. Hauptzuflüsse sind Foch River und Obakamiga River. Entwässert wird der Nagagami Lake vom Nagagami River, einem Nebenfluss des Kenogami River. Der See liegt innerhalb des Nagagami Lake Provincial Parks. Östlich schließt sich der Nagagamisis Provincial Park an. Der Ort Hornepayne liegt 25 km südöstlich am Ontario Highway 631.

## Seefauna
Der Namagami Lake ist ein Ziel von Angeltouristen. Im See werden folgende Fischarten gefangen: Glasaugenbarsch, Hecht, Heringsmaräne und Amerikanischer Flussbarsch.